# Кишертский район
Кише́ртский район — административный район Пермского края. На территории района образован Кишертский муниципальный округ. Административный центр — село Усть-Кишерть. Площадь — 1400,01 км². Население — ↘11 074 чел. (2023). Национальный состав (2010): русские — 94,18 %, татары — 3,11 %.

## География
Муниципальный округ находится в юго-восточной части края. Граничит на севере — с Березовским муниципальным округом, на западе — с Кунгурским районом, на юге — с Суксунским городским округом Пермского края, а на востоке — с территорией Свердловской области. Протяжённость района с севера на юг составляет 30 км, а с запада на восток — 50 км. Площадь равна 1401 км².
Природные ресурсы
Большая часть округа лежит в зоне Предуральского краевого прогиба. Среди осадочных пород выделяются известняки, являющиеся одной из причин широко развитого карста. Кроме пещер распространены наземные формы карста, такие как воронки, котловины, озёра. Рельеф в целом холмисто-увалистый, платообразный с умеренной расчленённостью. Река Сылва сформировала красивую долину, местами имеющую каньонообразный вид. Климат относительно других районов области тёплый, незначительно засушливый. Сумма температур воздуха за период с температурами выше 10°С равна 1900−2000. Годовое количество осадков — 500−600 мм. Преобладают дерново-подзолистые почвы глинистого и суглинистого механического состава. Меньшее распространение, в основном в западной части, получили серые лесные, оподзоленные, коричнево-бурые, дерново-карбонатные почвы, выщелоченные чернозёмы с самым высоким плодородием земли. Встречается растительность лесостепной зоны с хвойно-широколиственными лесами. С запада на восток понижаются характеристики почвенного бонитета, возрастает суровость климата. На территории Кишертского района находится крупнейшее месторождение стронция в Европейской части РФ. Известны месторождения газа, торфа и каменной соли, огнеупорной глины, песка и др. Хозяйственное значение имеют разработки строительных материалов и минеральной воды, на базе которой работает дом отдыха «Красный Яр». Рекреационные ресурсы высокого качества и сосредоточены в долине р. Сылвы. Это живописный каньон, скульптурные скальные обнажения, лесные массивы, пляжи, источники минеральных вод. В районе два заказника: «Предуралье» и «Сылвенский». Здесь сконцентрированы разнообразные памятники природы, среди них 22 — геологических, 5 ландшафтных, а также 2 историко-природных охраняемых комплекса (карстовые озера, скалы, пещеры и др.).
Часовой пояс
Кишертский муниципальный округ, как и весь Пермский край, находится в часовой зоне МСК+2. Смещение применяемого времени относительно UTC составляет +5:00.

## История
15 января 1924 года образован Усть-Кишертский район Кунгурского округа.
30 сентября 1925 года Усть-Кишертский район переименован в Кишертский район.
1 июня 1932 года Президиум ВЦИК постановил «сельсоветы Березовского (быв. Пермского округа) района: Асовкий, Бродовский, Волковский, Зернинский, Подволошинский, Савинский, Солянозаводский, Струговский и Токмановский присоединить к Кишертскому району, а остальные — к Кунгурскому району».
4 ноября 1965 года Указом Президиума ВС РСФСР был образован Кишертский район с центром в селе Усть-Кишерть

## Население
| 1939    | 1959    | 1970    | 1979    | 1989    | 2000    | 2002    | 2005    | 2006    |
| ------- | ------- | ------- | ------- | ------- | ------- | ------- | ------- | ------- |
| 29 847  | ↘29 665 | ↘23 114 | ↘20 769 | ↘17 957 | ↘14 868 | ↗15 093 | ↘14 900 | ↘14 700 |
| 2007    | 2008    | 2009    | 2010    | 2011    | 2012    | 2013    | 2014    | 2015    |
| →14 700 | ↘14 578 | ↘14 493 | ↘12 777 | ↘12 748 | ↘12 657 | ↘12 553 | ↘12 330 | ↘12 172 |
| 2016    | 2017    | 2018    | 2019    | 2020    | 2021    | 2023    |         |         |
| ↘12 036 | ↘11 767 | ↘11 599 | ↘11 361 | ↘11 134 | ↗11 342 | ↘11 074 |         |         |

Население округа довольно многочисленно, плотнее населены западные и восточные части района, значительная часть населения сосредоточена в селе Усть-Кишерть (4,6 тыс. жителей), крупными населёнными пунктами являются посёлок Кордон (1580 жителей), село Посад (1432 жителя) и село Осинцево (786 жителей).
Плотность населения 10,9 чел. на 1 км². За последние десятилетия в муниципальном округе отмечается сокращение населения (за исключением районного центра). Из 86 сельских населённых пунктов 13 имели население более 100 чел. Крупные села в основном сосредоточены в долине р. Сылвы (Посад, Андреево, Спасо-Барда, Чёрный Яр, Молебка), хотя есть и удалённые от неё (Седа, Кордон, Осинцево, Верхняя Солянка, Медведево, Мазуевка, Низкое, Меча). Средний размер населённого пункта — 170 чел.

### Национальный состав
По национальному составу: русские — 95 %, татары — 3 %, остальные — представители других национальностей. В основном татары проживают в деревне Верхняя Солянка.

## Муниципальное устройство
В рамках организации местного самоуправления на территории района функционирует Кишертский муниципальный округ (с 2004 до 2019 гг. — Кишертский муниципальный район).
История административного и муниципального устройства
По состоянию на 1 января 1981 года Кишертский район включал 12 сельских советов и 1 поселковый совет в рабочем посёлке Кордон.
По состоянию на 1993 год район делился на 14 сельсоветов.
| Сельсовет        | Население (чел.) | Административный центр  |
| ---------------- | ---------------- | ----------------------- |
| Андреевский      | 727              | село Андреево           |
| Верхне-Солянский | 384              | деревня Верхняя Солянка |
| Кордонский       | 1760             | посёлок Кордон          |
| Медведевский     | 476              | село Медведево          |
| Мечинский        | 667              | село Меча               |
| Молёбский        | 314              | село Молёбка            |
| Осинцевский      | 1227             | село Осинцево           |
| Пашевский        | 279              | деревня Пашево          |
| Посадский        | 1796             | село Посад              |
| Сединский        | 478              | село Седа               |
| Спасо-Бардинский | 587              | село Спасо-Барда        |
| Усть-Кишертский  | 4799             | село Усть-Кишерть       |
| Чeрноярский      | 643              | село Чёрный Яр          |
| Чеченинский      | 210              | деревня Петрята         |

В 2004 году в рамках реформы местного самоуправления, в составе новообразованного муниципального района были созданы 7 сельских поселений.
В 2013 году были упразднены Мечинское сельское поселение, включённое в Осинцевское сельское поселение, а также Чёрноярское сельское поселение, включённое в Усть-Кишертское сельское поселение.
| № | Наименование                       | Административный центр | Количество населённых пунктов | Население (чел.) | Площадь (км²) |
| - | ---------------------------------- | ---------------------- | ----------------------------- | ---------------- | ------------- |
| 1 | Андреевское сельское поселение     | село Андреево          | 32                            | ↘1433            | 224,67        |
| 2 | Кордонское сельское поселение      | посёлок Кордон         | 2                             | ↘1167            | 284,51        |
| 3 | Осинцевское сельское поселение     | село Осинцево          | 20                            | ↘1892            | 497,17        |
| 4 | Посадское сельское поселение       | село Посад             | 11                            | ↘1406            | 127,05        |
| 5 | Усть-Кишертское сельское поселение | село Усть-Кишерть      | 21                            | ↘5236            | 267,60        |

В 2019 году все сельские поселения вместе со всем Кишертским муниципальным районом были упразднены и c переходным периодом до 1 января 2021 года преобразованы путём их объединения в новое муниципальное образование — Кишертский муниципальный округ.

## Населённые пункты
В Кишертском районе 83 населённых пункта: все — сельские.
| №  | Населённый пункт  | Тип              | Население | Бывшее поселение |
| -- | ----------------- | ---------------- | --------- | ---------------- |
| 1  | Андреево          | село             | ↘529      | Андреевское      |
| 2  | Боровчата         | деревня          | →16       | Осинцевское      |
| 3  | Бражата           | деревня          | ↘11       | Осинцевское      |
| 4  | Бурылово          | деревня          | ↘9        | Осинцевское      |
| 5  | Бырма             | деревня          | ↗196      | Осинцевское      |
| 6  | Верхняя Меча      | деревня          | →0        | Осинцевское      |
| 7  | Верхняя Опалиха   | деревня          | →2        | Андреевское      |
| 8  | Верхняя Солянка   | деревня          | ↗384      | Андреевское      |
| 9  | Волково           | деревня          | →1        | Андреевское      |
| 10 | Гари              | деревня          | ↗138      | Осинцевское      |
| 11 | Гарино            | деревня          | ↗86       | Усть-Кишертское  |
| 12 | Гарюшки           | деревня          | →2        | Андреевское      |
| 13 | Глинки            | деревня          | →15       | Андреевское      |
| 14 | Грамолята         | деревня          | →3        | Усть-Кишертское  |
| 15 | Грибушино         | деревня          | ↗20       | Посадское        |
| 16 | Гусельниково      | деревня          | ↘33       | Андреевское      |
| 17 | Дунино            | деревня          | →3        | Андреевское      |
| 18 | Евдокино          | деревня          | ↘31       | Осинцевское      |
| 19 | Ефтята            | деревня          | →1        | Посадское        |
| 20 | Женево            | деревня          | →3        | Усть-Кишертское  |
| 21 | Заборье           | деревня          | ↗7        | Андреевское      |
| 22 | Занино            | деревня          | ↘37       | Осинцевское      |
| 23 | Заполено          | деревня          | ↗53       | Усть-Кишертское  |
| 24 | Ильята            | деревня          | ↘64       | Андреевское      |
| 25 | Каракосово        | деревня          | →1        | Андреевское      |
| 26 | Киселево          | деревня          | ↘44       | Андреевское      |
| 27 | Ковали            | деревня          | →5        | Андреевское      |
| 28 | Кордон            | посёлок          | ↘1067     | Кордонское       |
| 29 | Корсаки           | деревня          | →1        | Андреевское      |
| 30 | Кошелево          | деревня          | ↗17       | Осинцевское      |
| 31 | Красный Яр        | деревня          | ↗42       | Осинцевское      |
| 32 | Красный Яр        | дом отдыха (нп)  | ↗146      | Осинцевское      |
| 33 | Куделькино        | деревня          | ↗3        | Посадское        |
| 34 | Лазарята          | деревня          | ↘34       | Андреевское      |
| 35 | Лебедята          | деревня          | ↘6        | Осинцевское      |
| 36 | Лёк               | деревня          | ↗47       | Усть-Кишертское  |
| 37 | Лёк               | посёлок          | ↘180      | Кордонское       |
| 38 | Лопаиха           | деревня          | ↘13       | Осинцевское      |
| 39 | Лягушино          | деревня          | →64       | Андреевское      |
| 40 | Мазуевка          | деревня          | ↗315      | Усть-Кишертское  |
| 41 | Макарята          | деревня          | ↘66       | Усть-Кишертское  |
| 42 | Медведево         | село             | ↘224      | Андреевское      |
| 43 | Меча              | село             | →429      | Осинцевское      |
| 44 | Мироново          | деревня          | ↘7        | Андреевское      |
| 45 | Молёбка           | село             | ↗314      | Осинцевское      |
| 46 | Морозково         | деревня          | ↘30       | Андреевское      |
| 47 | Нижняя Солянка    | деревня          | ↘34       | Андреевское      |
| 48 | Низкое            | деревня          | ↗180      | Усть-Кишертское  |
| 49 | Осинцево          | село             | ↗786      | Осинцевское      |
| 50 | Падуково          | деревня          | →2        | Усть-Кишертское  |
| 51 | Паруново          | деревня          | ↗156      | Осинцевское      |
| 52 | Пашёво            | деревня          | ↗98       | Осинцевское      |
| 53 | Пеньки            | деревня          | ↗2        | Посадское        |
| 54 | Петрята           | деревня          | ↘49       | Андреевское      |
| 55 | Подпавлиново      | деревня          | ↗9        | Посадское        |
| 56 | Полетаево         | деревня          | →4        | Усть-Кишертское  |
| 57 | Полчино           | деревня          | →5        | Андреевское      |
| 58 | Посад             | село             | ↘1138     | Посадское        |
| 59 | Пыжьяново         | деревня          | →10       | Андреевское      |
| 60 | Пятково           | деревня          | →13       | Усть-Кишертское  |
| 61 | Рогозино          | деревня          | ↗18       | Посадское        |
| 62 | Савята            | деревня          | ↘52       | Осинцевское      |
| 63 | Седа              | село             | ↘298      | Усть-Кишертское  |
| 64 | Сергино           | деревня          | ↘33       | Усть-Кишертское  |
| 65 | Сидорята          | деревня          | →5        | Андреевское      |
| 66 | Синюшата          | деревня          | →1        | Андреевское      |
| 67 | Спасо-Барда       | село             | ↘415      | Усть-Кишертское  |
| 68 | Стрелка           | деревня          | →1        | Посадское        |
| 69 | Сухой Лог         | деревня          | ↗182      | Посадское        |
| 70 | Тимино            | деревня          | ↘57       | Андреевское      |
| 71 | Тюриково          | деревня          | →4        | Андреевское      |
| 72 | Тюриково          | посёлок разъезда | →18       | Андреевское      |
| 73 | Усть-Кишерть      | село             | ↘3986     | Усть-Кишертское  |
| 74 | Фомичи            | деревня          | ↘93       | Посадское        |
| 75 | Фофанята          | деревня          | ↗26       | Посадское        |
| 76 | Частые            | деревня          | →15       | Усть-Кишертское  |
| 77 | Черноярская Одина | деревня          | ↘78       | Усть-Кишертское  |
| 78 | Чёрный Яр         | село             | ↘198      | Усть-Кишертское  |
| 79 | Чеченино          | деревня          | ↘9        | Андреевское      |
| 80 | Шамарята          | деревня          | →1        | Осинцевское      |
| 81 | Ширяево           | деревня          | ↘14       | Андреевское      |
| 82 | Шумково           | деревня          | →9        | Андреевское      |
| 83 | Шумково           | посёлок станции  | ↘132      | Андреевское      |

Упразднённые населённые пункты
- 1987 год — деревня Падуково Мечинского сельсовета, деревня Патлусово, участок Скотобазы Осинцевского сельсовета, деревни Климково, Куделькино (восстановлена 18 сентября 1997 года), Поповлянка, Рассохи, Шмаково Посадского сельсовета, деревни Сылвенская Одина и Брусянская Одина Черноярского сельсовета[37].
- 1992 год — деревня Афонькино[38].
- 2004 год — деревни Кучата Усть-Кишертского сельсовета, а также Стругово и Шастино Посадского сельсовета[37].
- 2008 год — деревни Раево Мечинского сельского поселения и Лягушино Осинцевского сельского поселения[37][39].
- 2009 год — деревня Заболотное[40] Андреевского сельского поселения[37].
- 2025 год — деревни Махали, Саламатово и Чирки включены в состав села Усть-Кишерть.

По состоянию на 1 января 1981 года на территории Кишертского района был 101 населённый пункт: 1 рабочий посёлок (Кордон) и 100 сельских населённых пунктов. В 1996 году Кордон был преобразован в сельский населённый пункт (посёлок).

## Экономика
Промышленность в округе небольшая.
Кишертский округ располагается в одном из главных сельскохозяйственных ареалов области. Сельское хозяйство представлено 3 сельскохозяйственными предприятиями (ООО "Колхоз имени Ленина" - село Осинцево, ООО "Спасбардинский" - село Спасо-Барда, ООО "Луч" -  село Меча). По специализации район относится к молочно-животноводческим с производством молока, мяса, яиц, шерсти, мёда, картофеля и зерна. Сравнительно высокий удельный вес индивидуального сектора всегда был характерен для района. Земли сельскохозяйственных предприятий занимают 73 % территории, в том числе 33,8 % — сельхозугодья. Во владении сельхозпредприятий было 103,3 тыс. га, на земли запаса приходилось 2,4 тыс. га, лесохозяйственным предприятиям отведено 33,5 тыс. га, земли населённых пунктов — 0,6 тыс. га, земли промышленности, транспорта, связи и пр. — 1,2 тыс. га земли, природоохранного, рекреационного историко-культурного значения — 0,051 тыс. га.
Лесной фонд занимает 76,1 тыс. га. На северо-востоке леса образуют крупные массивы. Значительная часть заготавливаемой древесины вывозится. На 1146 га лесных земель производится сенокошение; около 133 га — постоянные пастбища.

## Транспорт
В районе есть автобусное сообщение между населёнными пунктами. Район отличается выгодным транспортно-географическим положением. По его территории проходит железная дорога «Пермь—Екатеринбург» с рядом станций и разъездов, из которых наибольшее значение имеют Усть-Кишерть, Шумково и Кордон. Слабо развита сеть автомобильных дорог с твёрдым покрытием. Среди дорог местного значения наиболее важными являются «Голдыри—Усть-Кишерть», «Усть-Кишерть—Спасо-Барда—Осинцево—Молёбка» и «Усть-Кишерть—Посад».

## Автобусное сообщение
Транспортное сообщение в районе обеспечивает "ИП Немтин А.Д". Всего 11 маршрутов, которые обслуживает 4 автобуса. Также предприятие обеспечивает подвоз детей в общеобразовательные учреждения.
Автобусные маршруты
- № 101 «Посад-Кишерть»
- № 102 «Пашово-Кишерть»
- № 103 «Кишерть - Лёк»
- № 104 «Кишерть - Петрята (через Гусельниково)»
- № 105 «Кишерть - Макарята»
- № 106 «Кишерть - Бырма»
- № 107 «Кишерть - Красный Яр»
- № 108 «Пашёво - Молёбка - Кишерть»
- № 109 «Кишерть - Кунгур»
- № 110 «Шумково - Верхняя Солянка»
- № 111 «Кишерть - Низкое»

## Известные люди
- Василий Михайлович Алексеев - советский военный деятель, генерал-лейтенант танковых войск (15 декабря 1943 года). Герой Советского Союза (13 сентября 1944 года, посмертно),